# كأس ألمانيا 1971–72
كأس ألمانيا 1971–72 (بالألمانية: DFB-Pokal 1971/72)‏ هو الموسم 29 من كأس ألمانيا. أشرف على تنظيمه اتحاد ألمانيا لكرة القدم، وكان عدد الأندية المشاركة فيه 32، وفاز فيه شالكه 04.